# Криворучко Орест Іванович
Орест Іва́нович Кривору́чко (9 травня 1942, Чернівці (Стара Жучка) — 26 березня 2021, Чернівці) — український художник (живопис, графіка, художня фотографія). Заслужений художник України (2005).
2015 рік — обласна мистецька премія імені Одарки Киселиці (графіка)
2016 рік — Ювілейна медаль 25 років Незалежності України (відзнака президента України)
2016 рік — Міжнародна літературно-мистецька премія імені Ольги Кобилянської (живопис, графіка).

## Біографія
Орест Іванович Криворучко народився 9 травня 1942 року у Старій Жучці (тепер північна околиця Чернівців). Батько, Іван Дмитрович, загинув на війні. Мамі, Веронії Онуфріївній, прийшлось самій піднімати двох синів. Вчився Орест в школі добре. Неповно-середню школу закінчив, маючи найкращі оцінки з усіх предметів. Здібності до малювання на цей час у нього вже проявились.
Вирішили, що дальше він піде вчитися в Чернівецьке художньо-ремісниче училище № 5. В училищі опановував складні орнаменти розпису житлових інтер'єрів та громадських приміщень у техніці грізайль, вивчав малюнок, живопис, історію стилів (спецтехнологію, ліплення), створення фресок. Закінчив училище в 1959 році на відмінно, з найвищим розрядом (сьомим) альфрейника-живописця. Навчаючись в училищі, опановуючи конкретний фах, Орест продовжує у вільний час малювати. В нього не було якоїсь конкретної улюбленої теми — його малюнки різноманітні: це природа і тваринний світ, міське середовище і люди. Дуже часто глядачі сприймали його малюнки як роботи професійного художника. Після закінчення училища Криворучко починає працювати на оформленні житлових будинків і будинків культури, працює художником у навчальних закладах, очолює художню студію Палацу піонерів, працює художником-оформлювачем в художньому фонді. Приходить розуміння, що потрібно продовжити навчання.
Після служби в армії Орест Криворучко продовжує навчання, одержує повну середню освіту і поступає в 1967 році в один із найпрестижніших на той час вузів — Московське вище художньо-промислове училище (колишнє Строгановське) (тепер — Московська художньо-промислова академія імені С. Г. Строганова) на відділення графіки. В групі промислової графіки Орест весь час був лідером. Навчання давалось легко.
Вище художньо-промислове училище дало О.Криворучкові енциклопедичні знання. «Ми там малювали не лише натуру,- розповідає він,- а й вивчали історію мистецтва, проектували інтер'єри, ліпили, вивчали технологію поліграфії, шрифти, офорт, конструювання і, навіть, оформлення упаковок. Все це дуже знадобилось в житті. До того ж чимале значення мало відвідування московських виставок. Це неначе б ще один інститут»
Крім знань, одержуваних в стінах училища, на формування його, як митця, в великій мірі впливало відвідування московських музеїв, спілкування з своїми талановитими, в майбутньому відомими, товаришами — Геннадієм Спіріним (книжковий графік, ілюстратор), Долженсуреном Ціріньпілєм (головою Спілки художників Монголії, автором грошових монет для Монголії), Верхоланцевим Михайлом (ксилографом, лауреатом багатьох міжнародних премій). З інститутських викладачів найбільше Орестові запам'ятались: Олексій Скляренко (живопис), Ігор Богдашевський (промислова графіка), Гліб Виноградов (поліграфія).
По закінченню навчання, Ореста Криворучку, як одного з найкращих студентів, направляють на роботу в місто Сочі. Але довго там він не затримався — тягнуло до рідних місць. Він повертається на Буковину, де пройде, на сьогоднішній день, більша частина його творчого шляху. На Буковині спочатку повного розуміння не зустрів. Але на долю свою не нарікав, а посилено, в поті чола, працював, виконував державні і приватні замовлення, брав участь у багатьох виставках.
В 90-і, важкі, «купонні» роки, почав їздити в Австрію, де його зустріли дуже тепло. До 2006 року він побував там більше десяти раз — займався творчістю, провів виставки своїх творів в 17 австрійських містах.
Вражає діапазон його творчих пошуків: від оригінальних живописних робіт — до малої графіки. Працює в різних видах живопису (в різних техніках і стилях, має свій почерк) і графіки (станкова графіка, прикладна графіка (логотипи тощо), плакат, книжкова графіка, ex libris, мала друкована графіка, поштова графіка, геральдика і фалеристика, експериментальна унікальна графіка, акварель). З юних років Орест Іванович захопився фотографією, захоплення поступово перейшло в хобі, а хобі в ще одну грань творчості. З часом прийшло визнання, нагороди.
З 1977 року О. І. Криворучко член Національної спілки художників України.
Він активний член Українського геральдичного товариства (з 1994 р.). Автор герба і прапора міста Чернівці і Чернівецької області.
Учасник 80-и міжнародних виставок (ex libris, мала графіка, естамп). В його активі також 20 персональних виставок (графіка, живопис). Твори експонувалися у більш як 30-и країнах світу на всіх континентах, є в музейних і приватних колекціях України і за кордоном. Лауреат багатьох міжнародних виставок і конкурсів екслібрису. Брав також участь в обласних
і республіканських виставках, має публікації в різних газетах, журналах, каталогах виставок (ціла бібліотека).
У 2006 р. вийшов друком художній альбом О. І. Криворучка.
Лауреат обласної премії ім. Сидора Воробкевича (за особистий внесок у відродження і розвиток культури та мистецтва краю).
Нагороджений почесною відзнакою Чернівецької обласної державної адміністрації та обласної ради «Буковина».
У 2005 р. Указом Президента України присвоєно почесне звання «Заслужений художник України».
Донька Ореста Івановича Криворучка — Оксана Скоробогач(р.н.1980) — теж вибрала життєвий шлях митця: здобула відповідну освіту, опанувала різноманітні техніки, зокрема батік, олійний живопис, графіку (лінорит, офорт, туш пером, інкорель), бере участь в багатьох виставка, має вже нагороди.

## Творча діяльність

### Живопис
Криворучко охоче пише аквареллю. Для акварельних замальовок він, в свій час, виїжджав на будівництво газопроводу «Сургут-Ужгород». Працював на відрізку від Кременчука до Хуста, звідки привіз серію акварельних портретів.
Буваючи неодноразово в Австрії, змальовував краєвиди, що нагадують гірські та передгірські ландшафти рідного краю. Ті акварелі прикрашають тепер інтер'єри багатьох австрійських домів.
Живописні етюди художника завжди чуттєві, емоційні, в них — мить, відтворена пластичністю довгого вологого мазка, іноді вони стають своєрідними колірними нотатками, що мають зберегти відчуття-враження. Такими є площинно-декоративні «Карпати», в підкресленій статиці яких втілено вічність, й сповнені драматизму «Верби». «Живопис початку 1970-х років („Дід мій“, „Натюрморт з кукурудзою“) відмічений поєднанням оманливої матеріальності зображень з активними, майже ілюзорно відтвореними фактурами, і несподівано контрастного декоративного чорного контуру, що увиразнює звучність локальних кольорів. Візуальні ілюзії доволі часто виникатимуть в його роботах — чи то як гра з уявою, випробування власного вміння, чи бажання витворити щось реальніше за дійсність?»
Є в доробку О.Криворучка навіть сюрреалістичні спроби («Верби в Коровії», «Вечоріє», «Передчуття», «Затемнення» та інші), що свідчить про широке зацікавлення митця.

### Графіка
Криворучко Орест Іванович займається всіма відомими видами графіки, використовуючи різноманітні техніки (в тому числі — винайденими особисто ним). Детальна розповідь про його творчість в цій області неможлива (необхідно декілька статей), а тому обмежимось їх переліком і короткою характеристикою:
- Станкова графіка (акварель, пастель)
- Естамп
- Мала графіка (Художник працює найбільше у власній (ним винайденій) техніці інкорель, яка характеризується, як новий різновид глибокого друку. Це серія творів «Ностальгія» (присвячено О.Архипенкові), «Хотинська фортеця», «Вітряк», «Спас нерукотворний», "Триптих, присвячений 500-річчю українського козацтва, «375-річчя Хотинської битви»)
- Книжкова графіка (Обкладинки до більше п'ятдесяти видань-зі знаковими, в два-три кольори зображеннями, що творять образ книги)
- Театральний плакат
- Прикладна (або промислова) графіка: фірмові знаки (логотипи), етикетки, дизайн упаковки, дипломи, грамоти, буклети, поштові марки і конверти, ескізи спеціальних штемпелів, рекламна продукція (плакати тощо): (Логотипи для «Буковинського журналу», газет «Чернівці», «Буковинське віче», заставка для телекомпанії «БУК»)
- Геральдика (герби);
- Вексилологія (прапори);

(Криворучко став переможцем конкурсу на виготовлення герба і прапора міста Чернівців та Чернівецької області).
9. Фалеристика (значки, нагороди та інші нагрудні знаки);
(Серед творів: проект лицарського ордена Данила Галицького (знак, зірка і мініатюра), проект ордена Петра Сагайдачного, нагрудний знак «Почесний громадянин Буковини», Медаль «На славу Чернівців» (медаль (з позолотою) виготовлено в кількості 500 штук до 600-річчя Чернівців (2008), художник одержав нагороду під номером один);
10. Ескізи скульптурних робіт («Мавр», «Імпровізації в стилі модерн», «Торс Венери»)
|  |

|  |

11. Екслібрис (наклеюється власником книги на зворотний бік обкладинки).
Криворучкові екслібриси вражають не лише тонким майстерним розумінням цього виду мистецтва, а й філігранним відтворенням змісту, часто дотепним зображенням характеру замовника, але створеним делікатно, в стилі дружнього шаржу. Криворучко єдиний, хто робить екслібриси в техніці інкорель. Вже зроблено 575 знаки, більшість із них експонувались на міжнародних виставках і конкурсах, значна кількість одержала нагороди (дипломи, медалі — див. нижче розділ «Нагороди»). Можна згадати найвідоміші: «Джузеппе Фавіллі», «Адам Міцкевич», екслібрис вченого, живописьця і кінодіяча Генрі Ганлета, «Родина Сліцан», «Пушкініана Петра Нестеренка», «Тисячоліття християнства на Русі».
Слід сказати і про те, що екслібрис став предметом колекціонування Криворучка — він власник екслібрисів відомих майстрів графіки з майже 40 країн світу (в тому числі гербові екслібриси з Франції 18 століття, родини Кочубеїв, російського царя Миколи другого, кайзера Вільгельма другого та інші).

### Художня фотографія
Криворучко Орест Іванович через все своє життя несе захоплення фотографією. Свій перший фотоапарат він придбав у 1965 році і з тих пір майже нерозлучний зі світом фото.
Спочатку він робив чорно-білі фотографії, в тому числі займався фотографікою (фотографія має тільки чорне і біле зображення, без півтонів — методом контратипії), а також способом накладання декількох негативів один на одного — для одержання ефекту поліфонії в фотографії. Потім використовував слайдову плівку — при зйомці на слайди застосовував світлофільтри, а протягом останніх років перейшов вже на кольорове фото.
Фотороботи мистця брали участь у Республіканських виставках, а перша персональна виставка фоторобіт майстра відбулася на початку XXI століття в Чернівецькому художньому музеї.
Остання фотовиставка, яка відбулась 2009 року, складається зі 104-х робіт,, в якій поєднані різні епохи та різні типи фотографії. Це портрети, пейзажі, художні фото. Особливе місце відведено фотографіям, присвяченим місту Чернівці і його людям. Місту, надзвичайно рідному та близькому для Ореста Івановича. Нижче наведені приклади фотографій різних за тематикою. Щоб подивитись на фотографію в збільшеному вигляді — клацніть на ній мишкою.

## Виставкова діяльність
Брав участь у багатьох виставках в Україні та закордоном:

### Виставки в Україні
1993, 1974, 1979, 1983, 1986, 1989, 1991, 1993 (двічі), 1994 (Київ, Україна)
1993, 2001 (Івано-Франківськ, Україна)

### Зарубіжні виставки
1980 (Ліон, Франція), 1981 (Братислава, Чехословацька Соціалістична Республіка), 1982 (Оксфорд, Велика Британія), 1983 («Pinoccio», Італія), 1984 (Кортона, Італія), 1984 (Казанлик, Народна Республіка Болгарія), 1985 (Індія), 1985 (Казанлик, Народна Республіка Болгарія), 1986 (Утрехт, Нідерланди), 1987 (Люксембург), 1988 (Урава, Японія), 1988 (Вільнюс, СРСР), 1990 (Кишинів, СРСР), 1990 (Канагава, Японія), 1991 (Фредеріксхавн, Данія), 1991 (Барселона, Іспанія), 1991 (Напа, США), 1992 (Канагава, Японія), 1992 (Мальборк, Польща), 1995 (Белград, Союзна Республіка Югославія), 1996 (Хрудім, Чехія), 1997 (Сінт-Ніклаас, Бельгія), 1977-1978 (Бристоль — Лондон, Велика Британія), 1998 (Альбенга, Іспанія), 1998 (Каліш, Польща), 1998 (Санкт-Петербург, Росія), 1998 (Бейджінг, Китайська Народна Республіка), 1998 (Фредеріксхавн, Данія), 1998 (Лондон, Велика Британія), 1999 (Chai Wan, Гонконг), 1999 (Каїр, Гіза, Єгипет), 2000 (Бостон, США), 2000 (Сеул, Південна Корея), 2000 (Клуж-Напока, Румунія), 2003 (Анкара, Туреччина), 2003 (Лейпциг, Німеччина), 2003 (Бітола, Північна Македонія), 2005 (Левкас, Греція), 2005 (Воррен, штат Мічиган, США).

### Персональні виставки

Криворучко О. І. знайомить з однією із своїх робіт (2010)

- 1987 — «Екслібриси Ореста Криворучка» (Таллінн, Естонська РСР)
- 1988 — «Екслібриси Ореста Криворучка» (Рига. Латвійська РСР)
- 1993–2006 — Живопис, графіка (Австрія: в 16 містах)
- 1999 — «Exlibris» (Каунас, Литва)
- 2002 — Ювілейна виставка: «Графіка, живопис, фотографія»(Чернівці, Україна)
- 2005 — «Виставка творів заслуженого художника України Ореста Криворучка» (Детройт, США)

## Вибрані нагороди

Нагороди

- 1977 — диплом лауреата обласної комсомольської премії ім. Героя Радянського Союзу Кузьми Галкіна за офорти до творів О.Кобилянської («Земля», «Некультурна») та серію портретів з газопроводу «Дружба» (Чернівці)
- 1980 — грамота секретаріату правління Спілки художників (СХ) СРСР «За успішну роботу
- по пропаганді фізичної культури і спорту засобами образотворчого мистецтва (Москва)
- 1982 — грамота президії правління СХ СРСР „За створення зразків декоративно-прикладного мистецтва“ (Київ)
- 1983 — диплом 1-го ступеня ВДНГ Української РСР
- 1984 — 3-я премія Міжнародного конкурсу екслібриса за „EXLIBRIS GIUSEPPE FAVILLI“ (Кортона, Італія)
- 1985 — медаль і почесний нагрудний знак Міжнародного конкурсу екслібриса (Казанлик, Народна Республіка Болгарія)
- 1985 — почесна медаль Всепольського конкурсу екслібриса (Равіч, Польська Народна Республіка)
- 1987 — 2-га премія Республіканської виставки екслібриса (Київ)
- 1987 — 2-га премія Міжнародного конкурсу геральдичних книжкових знаків (Люксембург)
- 1989 — 1-ша і 3-тя премії Міжреспубліканської виставки-конкурсу екслібрисів, присвячених О. С. Пушкіну (Кишинів, Молдавська РСР)
- 1993 — диплом за 2-ге місце Міжнародного конкурсу екслібриса Наукової бібліотеки Національного університету „Києво-Могилянська академія“» (Київ)
- 1993 — диплом за 2-ге місце першої Міжнародної виставки «Жінка в екслібрисі» (Київ, музей Т. Г. Шевченка)
- 1994 — диплом лауреата обласної літературно-мистецької премії ім. Сидора Воробкевича за особистий внесок у відродження і розвиток культури і мистецтва краю (Чернівці)
- 1994 — 2-га премія Міжнародногоконкурсу екслібриса «Релігій багато — Бог один» (Київ, музей Т. Г. Шевченка)
- 1998 — відзнака Міжнародної виставки графіки і екслібриса "200 років від дня народження Адама Міцкевича (Каліш, Польща)
- 1998 — медаль за «Ex libris Museum Adama Mickiewcza w Paryzu» (Польща)
- 1998 — почесна грамота Чернівецької обласної адміністрації «За високу професійну майстерність, особистий внесок у розвиток та пропаганду української національної культури»
- 1998 — почесна грамота секретаріату Національної Спілки художників України
- 1999 — диплом 8-го Міжнародного бієнале малої графіки і екслібрису (Острів Великопольський, Польща)
- 2001 — диплом Всеукраїнської художньої виставки «Міста і культура України в екслібрисі і малій графіці»
- 2001- грамота Президента України з нагоди 10-ї річниці Незалежності України «За сумлінну працю, вагомий особистий внесок і зміцнення Української держави»
- 2003 — відзнака і срібний злиток Київського інституту економіки та права «КРОК» (тепер університет) за розробку герба навчального закладу
- 2003 — диплом лауреата міжнародного конкурсу книжкових знаків "Леся Українка та родина Косачів в екслібрисі (с.Колодяжне, Волинська область)
- 2004 — грамота Всеукраїнського Товариства «Просвіта» ім. Т.Шевченка «За вагомий внесок у справу національного відродження та сприяння в розвитку української культури і самовіддану працю на теренах духовного зміцнення українського народу»
- 2005 — почесна відзнака обласної державної адміністрації та обласної ради «Буковина»
- 2005 — почесне звання «Заслужений художник України»
- 2016 — Відзнака Президента України — ювілейна медаль «25 років незалежності України»[5]
- 2016 — Літературно-мистецька премія імені Ольги Кобилянської.[6]